# MPTP
MPTP (1-metil-4-fenil-1,2,3,6-tetraidropiridina é um precursor da neurotoxina MPP+, que provoca sintomas permanentes da doença de Parkinson ao destruir os neurônios dopaminérgicos (produtores de dopamina) da substância negra do cérebro. Ele tem sido usado para estudar modelos da doença em diversos estudos em animais.
Embora o MPTP por si só não apresente efeitos psicoativos, o composto pode ser acidentalmente produzido durante a fabricação de MPPP, uma droga opioide sintética com efeitos similares aos da morfina e petidina (meperidina). Os efeitos indutores de Parkinson do MPTP foram descobertos pela primeira vez após injeção acidental de MPPP contaminado.

## Toxicidade
Injeção de MPTP causa o início rápido de Parkinsonismo, portanto os usuário de MPPP contaminado desenvolverão esses sintomas.
O MPTP por si só não é tóxico, e como composto lipofílico, pode atravessar a barreira hematoencefálica. Uma vez dentro do cérebro, o MPTP é metabolizado no cátion tóxico 1-metil-4-fenilpiridínio (MPP+) pela enzima monoamina oxidase B (MAO-B) das células da glia, especificamente astrócitos. O MPP+ mata principalmente neurônios produtores de dopamina em uma parte do cérebro chamada porção compacta da substância negra. O MPP+ interfere com o complexo I da cadeia transportadora de elétrons, um componente do metabolismo mitocondrial, que leva à morte celular e causa o acúmulo de radicais livres, moléculas tóxicas que contribuem ainda mais para a destruição celular.
Como o MPTP não é diretamente danoso, os efeitos tóxicos da intoxicação aguda por MPTP podem ser mitigados pela administração de inibidores de monoamina oxidase (MAOIs), como a selegilina. Os MAOIs impedem o metabolismo de MPTP em MPP+, inibindo a ação da MAO-B, minimizando a toxicidade e prevenindo a morte de neurônios.
Neurônios dopaminérgicos são seletivamente vulneráveis ao MPP+ porque os neurônios DA exibem recaptação de dopamina, que é mediada pelos transportadores de dopamina (DAT), que também possuem alta afinidade por MPP+. Os DAT procuram por dopamina em excesso nos espaços sinápticos e a transportam de volta para dentro da célula. Embora essa propriedade seja exibida pelos neurônios de VTA (área tegmental ventral) e SNc (porção compacta da substância negra), os neurônios VTA são protetivos contra o efeito do MPP+, devido à expressão da calbindina. A calbindina regula a disponibilidade de Ca2+ dentro da célula, o que não é o caso dos neurônios SNc, devido à sua atividade de marcapasso autônoma, altamente dependente de cálcio.
O esgotamento bruto de neurônios dopaminérgicos resultante tem implicações graves no controle cortical de movimentos complexos. O movimento complexo se inicia da substância negra para o putâmen e núcleo caudado, que então retransmitem os sinais para o resto do cérebro. Esse caminho é controlado por neurônios que usam dopamina, que o MPTP seletivamente destroi, assim resultando em Parkinsonismo ao longo do tempo.
O MPTP causa Parkinsonismo em primatas, incluindo humanos. Roedores são muito menos suscetíveis. Ratos são quase imunes aos efeitos adversos do MPTP. Pensava-se que os camundongos apenas sofriam de morte celular na substância negra (em diferentes níveis, dependendo da estirpe utilizada), mas sem mostrar sintomas de Parkinsonismo; entretanto, a maioria dos estudos recentes indicam que o MPTP pode resultar em síndromes similares ao Parkinsonismo em camundongos (especialmente síndromes crônicas). Acredita-se que os níveis mais baixos de MAO-B nos capilares do cérebro de roedores pode ser responsável por isso.

## Descoberta em usuários de drogas ilícitas
A neurotoxicidade do MPTP foi sugerida em 1976 depois que Barry Kidston, de 23 anos, estudante de graduação em química em Maryland, EUA, sintetizou o MPPP com o MPTP como uma grande impureza, e se auto injetou com o resultado. Dentro de três dias ele começou a exibir os sintomas da doença de Parkinson. O Instituto Nacional de Saúde Mental encontrou traços de MPTP e outros análogos de petidina no seu laboratório. Eles testaram as substâncias em ratos, mas devido à tolerância de roedores a esse tipo de neurotoxina, nada foi observado. O parkinsonismo de Kidston foi tratado com levodopa, porém ele faleceu 18 meses depois devido à uma overdose de cocaína. Em sua autópsia, corpos de Lewy e destruição de neurônios dopaminérgicos na substância negra foram descobertos.
Em 1983, quatro pessoas do Condado de Santa Clara, na Califórnia, EUA, foram diagnosticadas com parkinsonismo após usarem MPPP contaminado com MPTP. O neurologista J. William Langston, em colaboração com os Institutos Nacionais de Saúde, rastrearam o MPTP como causa, e seus efeitos sobre os primatas foram pesquisados. Depois de realizar enxertos neurais de tecido fetal em três dos pacientes do Hospital Universitário de Lund, na Suécia, os sintomas motores de dois dos três pacientes foram tratados com sucesso, e o terceiro mostro recuperação parcial.
Langston documentou o caso no seu livro de 1995 The Case of the Frozen Addicts (O Caso dos Viciados Congelados, em tradução livre), que mais tarde foi apresentado em duas produções do NOVA (série de televisão estadunidense), reexibido no Reino Unido na série científica da BBC Horizon.

## Contribuição do MPTP à pesquisa da doença de Parkinson
Langston et al. (1984) descobriu que injeções de MPTP em saimiris resultaram em parkinsonismo, cujos sintomas foram subsequentemente reduzidos pela levodopa, a droga de escolha no tratamento da doença de Parkinson, juntamente com carbidopa e entacapona. Os sintomas e estruturas cerebrais da doença de Parkinson induzida por MPTP são bastante indistinguíveis, a ponto de o MPTP poder ser usado para simular a doença, a fim de estudar a fisiologia da doença de Parkinson e possíveis tratamentos no laboratório. Estudos em camundongos mostraram que a susceptibilidade ao MPTP aumenta com a idade.
O conhecimento do MPTP e seu uso na recriação confiável dos sintomas da doença de Parkinson em modelos experimentais inspirou cientistas a investigar a possibilidade de substituir cirurgicamente a perda de neurônios por meio de implantes de tecido fetal, estimulação elétrica subtalâmica e pesquisa com células-tronco, todos os quais demonstraram sucessos iniciais provisionais.
Foi postulado que a doença de Parkinson pode ser causada por quantidades pequenas de compostos similares ao MPP+, por ingestão ou exogenamente, através de exposição repetida, e que essas substâncias são muito pequenas para ser detectadas significativamente por estudos epidemiológicos.
Em 2000, outro modelo animal para a doença de Parkinson foi encontrado. Foi demonstrado que o pesticida e inseticida rotenona causa parkinsonismo em ratos ao matar neurônios dopaminérgicos na substância negra. Como o MPP+, a rotenona também interfere no complexo I da cadeia transportadora de elétrons.

## Síntese e usos
O MPTP foi sintetizado pela primeira vez como potencial analgésico em 1947 por Ziering et al. por reação de brometo de fenilmagnésio com 1-metil-4-piperidinona. Foi testado como um tratamento para várias condições, mas os testes foram interrompidos quando os sintomas similares à doença de Parkinson foram notados em macacos. Em um teste da substância, dois de seis indivíduos humanos morreram.
O MPTP é usado na indústria como intermediário químico; o cloreto do metabólito tóxico MPP+, cyperquat, tem sido usado como herbicida.